# Свобода, Олдржих
Олдржих Свобода (чеш. Oldřich Svoboda; род. 28 января 1967, Градец-Кралове, Восточночешский край) — чешский хоккеист, вратарь. Бронзовый призёр Олимпийских игр и чемпионата мира 1992 года в составе сборной Чехословакии.

## Достижения

### Командные
- Бронзовый призёр Олимпийских игр 1992 и чемпионата мира 1992 в составе сборной Чехословакии
- Чемпион Чехословакии 1991
- Серебряный призёр молодёжного чемпионата мира 1987
- Бронзовый призёр чемпионата Европы среди юниоров 1985

### Личные
- Лучший вратарь чемпионата Чехословакии 1991
- Лучший вратарь чешской Экстралиги 1996 по количеству игр на ноль (7) и по проценту отражённых бросков (93.4)

## Статистика
Всего за карьеру сыграл 731 матч (чемпионат Чехии — 374 игры, чемпионат Чехословакии — 191 игра, чемпионат Финляндии — 106 игр, чемпионат Германии — 33 игры, чемпионат России — 16 игр, сборная Чехословакии — 11 игр).

## Семья
Его брат Петр Свобода (род. 10.12.1978 г.) и сын Филип Свобода (род. 05.12.1986 г.) также были хоккейными вратарями, оба выступали в низших чешских лигах.
1. 1 2 3 4  regional database of the Municipal Library of Hradec Kralove